# Estadio Lic. Erico Galeano Segovia
El Estadio Lic. Erico Galeano Segovia es un estadio de fútbol de Paraguay que se encuentra ubicado en la ciudad de Capiatá. En este escenario, que cuenta con capacidad para 15 000 personas, hace las veces de anfitrión el equipo de fútbol del club Deportivo Capiatá, fundado el 4 de septiembre de 2008.

## Historia
El 7 de enero de 2014, el estadio inauguró su flamante lumínica para poder disputar encuentros durante la noche.
El 16 de septiembre del mismo año, el recinto capiateño albergó por primera vez en su historia un compromiso de carácter internacional. Fue ante el Caracas Fútbol Club de Venezuela, en juego de ida correspondiente a los 16.avos de final de la Copa Sudamericana 2014.
A partir del miércoles, 18 de febrero de 2015, el coliseo pasó a denominarse oficialmente como estadio Lic. Erico Galeano Segovia, en honor al vicepresidente del Deportivo Capiatá, quien en su rol de empresario se dedica a la industria tabacalera.
En marzo de 2015, el "Erico Galeano" se presenta como una de las sedes del Campeonato Sudamericano de Fútbol Sub-17 de 2015 que se desarrolla en Paraguay. Al mismo le corresponde recibir un total de once partidos a lo largo del certamen: ocho por la primera fase y tres por la fase final.
El 24 de enero de 2017 el estadio albergó su primer partido oficial por la Copa Libertadores de América, correspondiente a la Fase 1 de la Libertadores 2017, recibiendo y derrotando al Deportivo Táchira de Venezuela por 1 - 0 con gol de Hugo Lusardi.

## Partidos internaciones oficiales

### Copa Sudamericana 2014
| 16 de septiembre de 2014, 20:15 (UTC-4) | Deportivo Capiatá     | 1:1 (1:0) | Caracas          | Estadio Lic. Erico Galeano Segovia, Capiatá |                         |
|                                         | Cristian Lopez 45+12' | Reporte   | Rómulo Otero 89' | Árbitro(s): José Jordan                     | Árbitro(s): José Jordan |

### Copa Libertadores 2017
| 23 de enero de 2017, 19:15 (UTC-3) | Deportivo Capiatá  | 1:0 (1:0) | Deportivo Táchira | Estadio Lic. Erico Galeano Segovia, Capiatá |                                |
|                                    | Hugo Lusardi 45+1' | Reporte   |                   | Árbitro(s): Fernando Rapallini              | Árbitro(s): Fernando Rapallini |

| 2 de febrero de 2017, 21:15 (UTC-3) | Deportivo Capiatá   | 1:3 (0:2) | Universitario                                             | Estadio Lic. Erico Galeano Segovia, Capiatá |                        |
|                                     | Roberto Gamarra 69' | Reporte   | Alexi Gómez 14' · Hernán Rengifo 29' · Diego Manicero 82' | Árbitro(s): Omar Ponce                      | Árbitro(s): Omar Ponce |

| 22 de febrero de 2017, 21:45 (UTC-3) | Deportivo Capiatá | 0:1 (0:1) | Atlético Paranaense | Estadio Lic. Erico Galeano Segovia, Capiatá |                           |
|                                      |                   | Reporte   | Luis González 11'   | Árbitro(s): Néstor Pitana                   | Árbitro(s): Néstor Pitana |